# Динггье (уезд)
Динггье (тиб. གདིང་སྐྱེས་རྫོང, Вайли: gding skyes rdzong, кит. упр. 定结县, пиньинь Dìngjié xiàn) — уезд городского округа Шигадзе, Тибетского автономного района, в Китае.

## История
Уезд был создан в 1960 году. В 1962 году из уезда Динггье был выделен уезд Гамба. В октябре 1964 года уезд Гамба был вновь присоединён к уезду Динггье, но в марте 1965 года был опять выделен в отдельный уезд.

## География
Средняя высота уезда около 4 500 метров. На высоте 4 700 метров и более, в основном встречаются ледники и заснеженные горы. На высоте 2 500 метров встречаются леса.

## Климат
Климат полузасушливый муссонный. В лесах бывает мягкий климат, обилие осадков, длительный безморозный период, обилие солнечного света, ветер, плохие погодные условия. 3 326 солнечных часов в год, годовой безморозный период составляет около 100 дней, годовое количество осадков в 236,2 мм. Из стихийных бедствий частые ветра, засуха, снега, град, мороз, внезапные наводнения и др.

## Административное деление
Уезд делится на 3 посёлка и 7 волостей:
- Посёлок Джангга (江嘎镇)
- Посёлок Риво (日屋镇)
- Посёлок Чэньтан (陈塘镇)
- Волость Гоцзя (郭加乡)
- Волость Саэр (萨尔乡)
- Волость Цюнчжи (琼孜乡)
- Волость Динггье (定结乡)
- Волость Цюэбу (确布乡)
- Волость Добучжа (多布扎乡)
- Волость Чжасиган (扎西岗乡)